# Стъклопласт
Стъклопластите, наричани понякога и фибростъкло, са композитни материали, съставени от стъклени влакна и полимерно свързващо вещество (напр. полиестерни или епоксидни смоли). Стъклените влакна обикновено са изтъкани под формата на плат, а като свързващо вещество се използват термореактивни или термопластични полимери.
Стъклопластът е лек и изключително здрав материал. Възможността да се изработва в разнообразни форма и цветове, както и високата устойчивост на атмосферни влияния и химически вещества, го прави подходящ за изработване на всевъзможни по приложение и размер изделия, вариращи от дребни детайли до корабни корпуси.